# Battlefield 2042
Battlefield 2042 is een computerspel dat is uitgegeven door Electronic Arts en is gepresenteerd op 9 juni 2021. Het spel is de opvolger van Battlefield V en is op 19 november 2021 uitgekomen.
De first-person shooter speelt zich af in een toekomstige setting, in het jaar 2042. In het verhaal draait het om een oorlog voor de mensheid. Er werden in een trailer op YouTube diverse maps getoond die zich onder meer afspelen in Oost-Azië, Egypte, Frans-Guyana en Antarctica.
Een open bèta zal worden uitgebracht voor de officiële lancering van het spel op 19 november 2021 voor Windows, PlayStation 4, PlayStation 5, Xbox One en Xbox Series X en Series S, nadat de oorspronkelijke releasedatum van 22 oktober was uitgesteld vanwege de gevolgen van de COVID-19 pandemie.